# Culture du Luxembourg

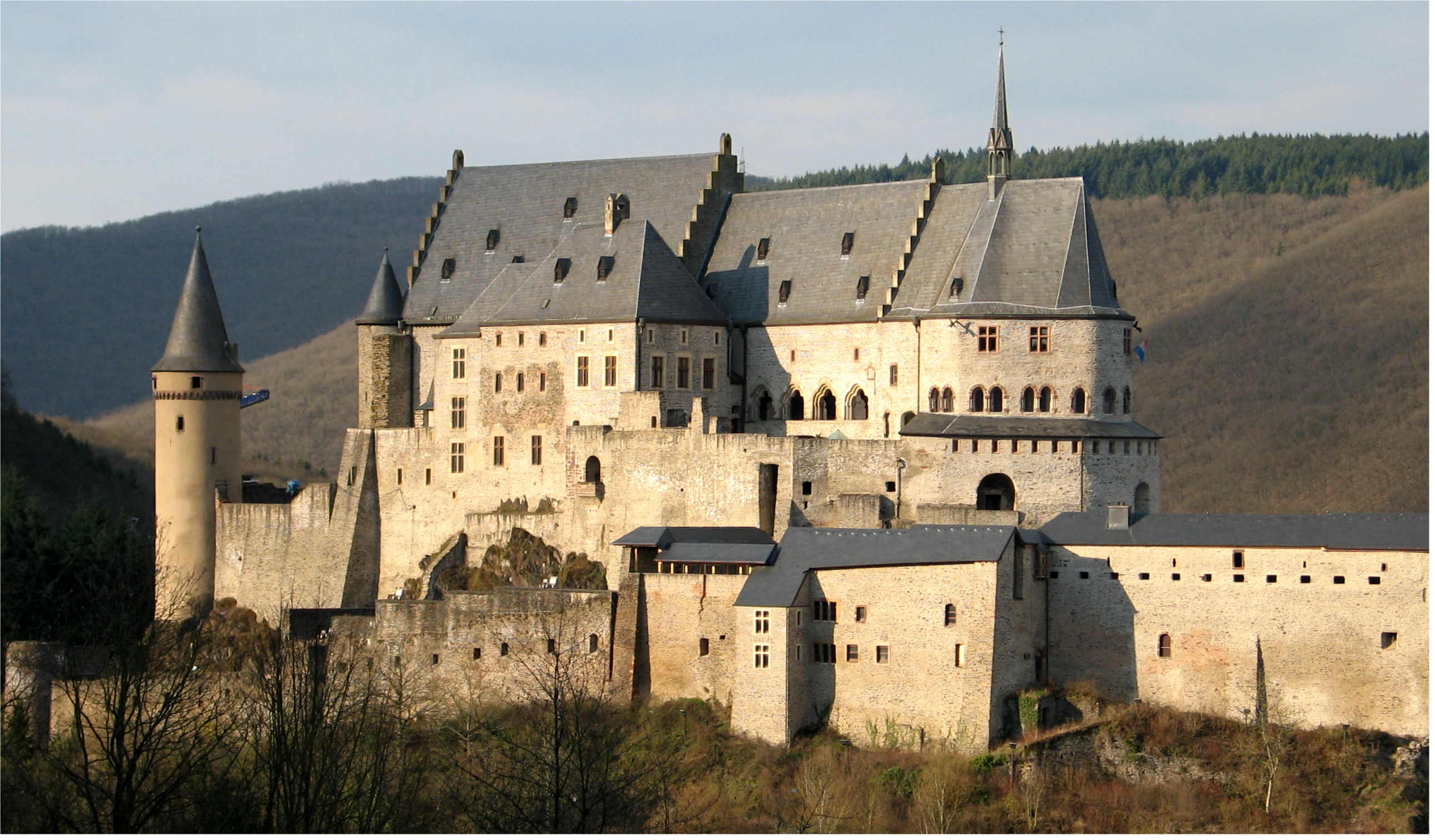
Le château de Vianden, Luxembourg.

La culture du Luxembourg, pays enclavé de l'Europe de l'Ouest, désigne d'abord les pratiques culturelles observables de ses habitants (600 000, estimation 2017).

## Langues
Au Luxembourg, le luxembourgeois (Lëtzebuergesch), langue francique, est l'une des trois langues officielles et, généralement, la langue maternelle des Luxembourgeois. Le français, l'allemand et le luxembourgeois sont les langues officielles depuis le 24 février 1984, jour où le luxembourgeois a été ajouté aux deux autres. Seul le luxembourgeois est qualifié de langue nationale.
Le français est langue législative et judiciaire. L'administration fiscale et cadastrale est plutôt germanophone pour des raisons historiques : le Luxembourg a adopté le modèle fiscal allemand et a été cadastré pour la première fois complètement par l'armée allemande, pendant la Première Guerre mondiale, etc. Les documents administratifs sont généralement délivrés en allemand et français (déclarations de revenus, par exemple). Certaines communications officielles sont délivrées dans les quatre principales langues écrites pratiquées: français, allemand, anglais et portugais (ex: mesures nationales de sécurité nucléaire, communication gouvernementale sur le projet de constitution européenne, etc.). L'école maternelle se fait en luxembourgeois. L'alphabétisation se fait en allemand. Le français est enseigné à l'école dès l'âge de sept ans, utilisé par l'administration et la justice concurremment avec l'allemand ; le français reste la seule langue pour la rédaction des lois. 
Environ 15 % de la population est d'origine portugaise et parle le portugais. L'anglais est utilisé rarement dans la vie quotidienne, mais fortement plébiscité dans quelques secteurs de la vie professionnelle.
L'ensemble du service d'information routier (panneaux de circulation) est généralement en français.
Le luxembourgeois et le français sont les langues les plus utilisées dans le pays. On estime à environ 290 000 le nombre de Luxembourgeois dont 80 000 de souche sur les 435 000 résidents et 130 000 frontaliers quotidiens dont 66 000 Français, 34 000 Belges et 30 000 Allemands (chiffres d'octobre 2006).

## Société

### Divers
- Emploi / chômage
- Coût de la vie[2] : en décembre 2017, le salaire mensuel moyen serait de 5697 euros (contre 2900 en France).

## Arts et culture

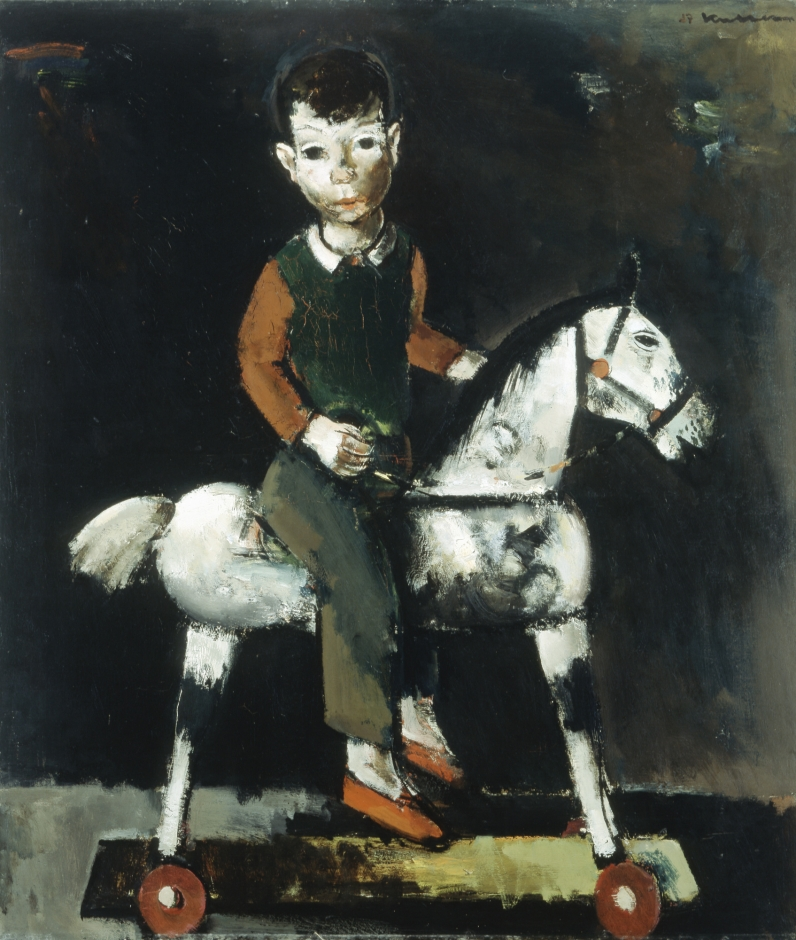
Joseph Kutter, Cheval de bois (1937)

On peut trouver des traces d'art au Luxembourg datant du temps des Romains, mais ce n'est qu'à partir du XIXe siècle que des réalisations artistiques sont attribuées à des gens identifiés comme luxembourgeois. Un certain nombre d'artistes contemporains ont acquis une renommée internationale. 

### Arts visuels

#### Architecture
- Architecture au Luxembourg (rubriques)
- Urbanisme au Luxembourg (rubriques)

#### Peinture
Jean-Baptiste Fresez, Nicolas Liez, Jean Jacoby, Joseph Kutter, Dominique Lang, Nico Klopp (en), Jean-Pierre Lamboray, Sosthène Weis, Emile Kirscht (en), Michel Stoffel (en), Foni Tissen, Gust Graas, Claus Cito (Gëlle Fra), Lucien Wercollier, Su-Mei Tse.

#### Photographie
Edward Steichen, américain d'origine luxembourgeoise, a créé l'exposition photographique The Family of Man pour le Musée d'art moderne de New York (MoMa) en 1955. Inscrite en 2003 au registre Mémoire du monde de l'Unesco, cette œuvre est installée définitivement à Clervaux.
Charles Bernhoeft, Patrick Galbats (en), Yvon Lambert (en) et Thierry Frisch.

### Littérature, théâtre, poésie
La littérature luxembourgeoise mériterait un  article spécifique.
- Littérature du Luxembourg (en), Prix Servais, Prix Batty Weber (en)
- Écrivains luxembourgeois, Écrivains du Luxembourg (en) :
  - Antoine Meyer, Edmond de La Fontaine (connu sous le nom de plume Dicks), Michel Lentz, José Ensch (1942-2008), Michel Rodange, Batty Weber (en), Anise Koltz, Jean Portante, Guy Rewenig (en), Roger Manderscheid, Auguste Liesch, Joseph Paul Schneider.
- Littérature francique

### Arts du spectacle
- Cabaret, toute forme mineure des arts de scène
- Arts de la rue, Arts forains, Cirque,Théâtre de rue, Spectacle de rue,
- Marionnette, Arts pluridisciplinaires, Performance (art)…

### Autres
- Vidéo, Jeux vidéo, Art numérique, Art interactif
- Culture alternative, Culture underground

## Fêtes et jours fériés
Concernant la Fête nationale, depuis le XIXe siècle, le Luxembourg célèbre l’anniversaire de la naissance du Souverain. Sous le règne de la grande-duchesse Charlotte, cette célébration eut toujours lieu le 23 janvier, date anniversaire de la Souveraine. 
À partir de 1961, pour des raisons climatiques, la célébration publique de l’anniversaire du Souverain est célébrée le 23 juin de chaque année.
| Date         | Nom français         | Nom local                                           | Remarques                   |
| ------------ | -------------------- | --------------------------------------------------- | --------------------------- |
| 1er janvier  | Jour de l'An         | Neijoerschdag                                       |                             |
| Mars-avril   | Vendredi Saint       | Karfreideg                                          | Uniquement pour les banques |
| Mars-avril   | Lundi de Pâques      | Ouschterméindeg                                     |                             |
| 1er mai      | Fête du Travail      | Éischte Mee                                         |                             |
| Mai          | Jeudi de l'Ascension | Christihimmelfahrt                                  |                             |
| Mai-juin     | Lundi de Pentecôte   | Päischtméindeg                                      |                             |
| 23 juin      | Fête Nationale       | Nationale Feierdag                                  |                             |
| 15 août      | Assomption           | Maria-Himmelfahrt, Léiffrakrautdag, Léiffrawëschdag |                             |
| 1er novembre | Toussaint            | Allerhellgen                                        |                             |
| 25 décembre  | Noël                 | Chrëschtdag                                         |                             |
| 26 décembre  | Saint-Étienne        | Stiefesdag                                          | Lendemain de Noël           |

| Date        | Nom français       | Nom local      | Remarques                                           |
| ----------- | ------------------ | -------------- | --------------------------------------------------- |
| Février     | Lundi de Carnaval  | Fuesméindeg    | Férié dans certaines entreprises                    |
| Mai         | Mardi de Pentecôte | Päischtdënsdeg | Demi-journée fériée pour les services publics       |
| Septembre   | Lundi de kermesse  | Fouerméindeg   | Férié pour les services publics de Luxembourg-ville |
| 2 novembre  | Jour des morts     | Allerséilen    | Férié pour les services publics                     |
| 24 décembre | Veille de Noël     | Hellegen Owend | Demi-journée fériée en usage dans les banques       |

## Médias

### Audiovisuel
Le Luxembourg a trouvé pendant les dernières décennies sa place dans l'industrie audiovisuelle. Il existe environ une quarantaine de sociétés de production dans le pays. Beaucoup de coproductions sont réalisées au grand-duché.
Chaîne de télévision principale : RTL Télé Lëtzebuerg.

## Sport

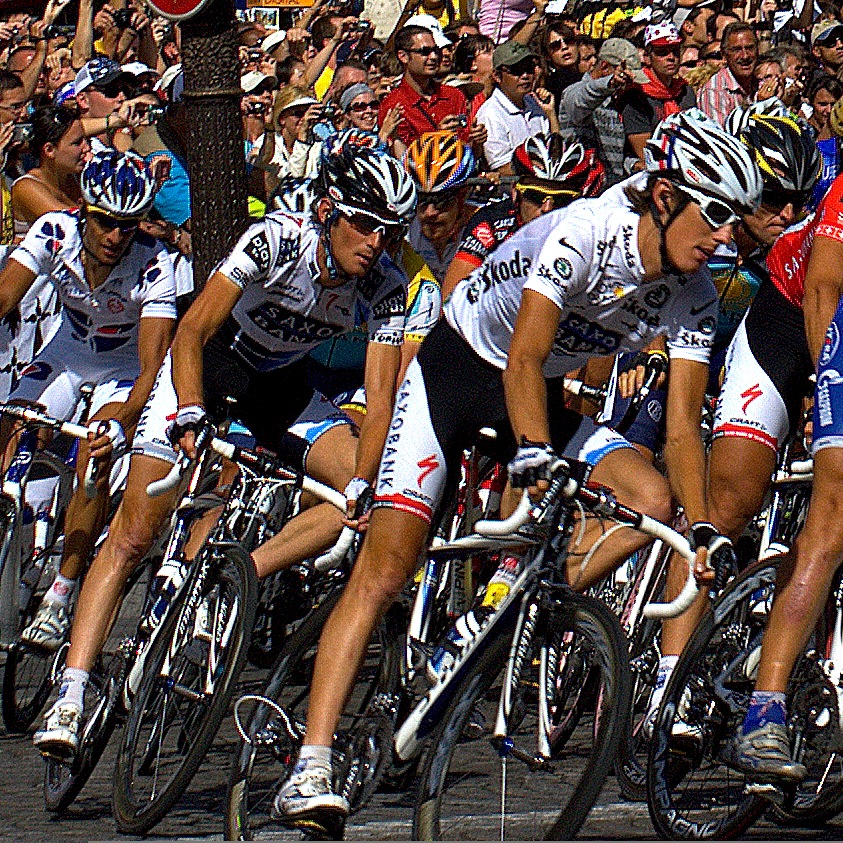
Les cyclistes Andy et Fränk Schleck à Paris en 2009

Le Luxembourg est connu par les cyclistes, notamment grâce aux frères Fränk et Andy Schleck, ainsi qu'à Kim Kirchen, tous les trois porteurs d'un maillot distinctif sur le Tour de France, en 2008.
Quatre champions luxembourgeois ont remporté la grande boucle : François Faber en 1909, Nicolas Frantz en 1927 et 1928, Charly Gaul en 1958 et Andy Schleck en 2010, à la suite du déclassement en 2012 d'Alberto Contador.
En tennis féminin, Anne Kremer et Claudine Schaul se sont illustrées dans ce sport en remportant plusieurs tournois WTA et ITF, notamment Anne qui est la première tennis-woman Luxembourgeoise à atteindre le top 20 (18° le 29 juillet 2002).
Josy Barthel a remporté la médaille d'or pour le 1 500 m hommes aux Jeux olympiques d'été de 1952.
Bien que né en Autriche, le skieur Marc Girardelli, un des skieurs les plus titrés de l'histoire, a rapporté au Luxembourg, dont il a pris la nationalité, de nombreux titres mondiaux et médailles olympiques.

## Patrimoine

### Musées et autres institutions
- Liste de musées au Luxembourg
- Bibliothèques au Luxembourg

## Tourisme

### Liste du Patrimoine mondial
Le programme Patrimoine mondial (UNESCO, 1971) a inscrit :
- Liste du patrimoine mondial au Luxembourg

### Liste représentative du patrimoine culturel immatériel de l’humanité
Le programme Patrimoine culturel immatériel (UNESCO, 2003) a inscrit dans sa liste représentative du patrimoine culturel immatériel de l’humanité (au 10/01/2016) :
- 2008 : La procession dansante d’Echternach[4]

### Registre international Mémoire du monde
Le programme Mémoire du monde (UNESCO, 1992) a inscrit dans son registre international Mémoire du monde (au 10/01/2016) :
- 2003 : Family of Man (Edward Steichen)[5]